# Rancora albicinerea
Rancora albicinerea är en fjärilsart som beskrevs av Smith 1903. Rancora albicinerea ingår i släktet Rancora och familjen nattflyn. Inga underarter finns listade.